# Coxina hadenoides
Coxina hadenoides är en fjärilsart som beskrevs av Achille Guenée 1852. Coxina hadenoides ingår i släktet Coxina och familjen nattflyn. Inga underarter finns listade i Catalogue of Life.